# Ingrid Munneke-Dusseldorp
Ingrid Maria Munneke-Dusseldorp (Ámsterdam, 24 de abril de 1946) es una deportista neerlandesa que compitió en remo.
Ganó una medalla de plata en el Campeonato Mundial de Remo de 1974 y dos medallas en el Campeonato Europeo de Remo, plata en 1970 y oro en 1972.

## Palmarés internacional
| Campeonato Mundial | Campeonato Mundial | Campeonato Mundial | Campeonato Mundial |
| Año                | Lugar              | Medalla            | Prueba             |
| ------------------ | ------------------ | ------------------ | ------------------ |
| 1974               | Lucerna (Suiza)    | Medalla de plata   | Cuatro con timonel |
| Campeonato Europeo |                    |                    |                    |
| Año                | Lugar              | Medalla            | Prueba             |
| 1970               | Tata (Hungría)     | Medalla de plata   | Scull individual   |
| 1972               | Brandeburgo (RDA)  | Medalla de oro     | Scull individual   |